# Gardouch
 Gardouch  là một xã thuộc tỉnh Haute-Garonne trong vùng Occitanie ở tây nam nước Pháp. Xã nằm ở khu vực có độ cao trung bình 176 mét trên mực nước biển.
 Lưu trữ ngày 11 tháng 7 năm 2011 tại Wayback Machine